# Valle Beth Shalom
La Valle Beth Shalom  (en inglés: Valley Beth Shalom; informalmente llamada VBS) es una sinagoga conservadora en Encino, en Los Ángeles, California al oeste de los Estados Unidos. Con más de 1.800 familias miembros es una de las mayores sinagogas en Los Ángeles y una de las más grandes sinagogas conservadoras en los Estados Unidos. Newsweek la incluye en su lista de 25 congregaciones más vibrantes de los Estados Unidos , diciendo: "Valle de Beth Shalom sigue siendo una de las sinagogas más importantes en la mente de la comunidad de Estados Unidos".